# Adolph von Hansemann
 (juin 2023).
Si vous disposez d'ouvrages ou d'articles de référence ou si vous connaissez des sites web de qualité traitant du thème abordé ici, merci de compléter l'article en donnant les références utiles à sa vérifiabilité et en les liant à la section « Notes et références ».
Adolph Hansemann, à partir de 1872 von Hansemann, (né le 27 juillet 1826 à Aix-la-Chapelle, mort le 9 décembre 1903 à Berlin) est un homme d'affaires allemand.

## Biographie
Adolph Hansemann est le fils de l'homme d'affaires David Hansemann. Il s'intéresse très tôt à l'économie d'entreprise. Ainsi, en 1841, il se rend à Hambourg, la métropole commerciale du nord de l'Allemagne, pour suivre une formation commerciale. Le 24 janvier 1845, son père le fait déclarer majeur et donc légalement apte. Il rejoint ensuite la fabrique de draps Wm. Peters & Cie. de son cousin Wilhelm Peters à Eupen initialement en tant que directeur général. Entre le 31 mars 1850 et juillet 1857, il est associé signataire autorisé avant de passer à la direction de Société Disconto de son père.
Après la mort de David Hansemann en 1864, Adolph Hansemann poursuit seul les affaires de Société Disconto. Il en fait la plus grande banque privée de l'Empire allemand et l'une des plus renommées de toute l'Europe. Société Disconto travaille en étroite collaboration avec Wilhelm Carl von Rothschild et sa banque M. A. Rothschild & Söhne (de). Lorsque la branche francfortoise de la famille bancaire Rothschild s'éteint en 1901, la société M. A. est liquidée par Rothschild & Söhne, reprise gratuitement par Société Disconto et utilisée comme base économique pour une succursale de Société Disconto à Francfort.
Après que Hansemann, comme Gerson von Bleichröder, s'occupe du financement réglementé de l'armée prussienne pendant la guerre franco-allemande de 1870, Adolph Hansemann est élevé à la noblesse héréditaire par le roi de Prusse Guillaume Ier le 8 mars 1872.
Au cours des années suivantes, il tente d'étendre ses relations avec l'industrie minière ouest-allemande : il devint membre du conseil de surveillance de Krupp et en 1896 président du conseil de surveillance de Gelsenkirchener Bergwerks-AG (de). Le Mengeder Bergwerks-AG, qu'il réhabilite et transforme en syndicat minier, prend le nom de Hansemann (mine Adolf von Hansemann (de)). Adolph von Hansemann s'implique aussi dans l'industrie ferroviaire.
La société Disconto finance la construction d'une ligne de chemin de fer au Venezuela, Hansemann est membre du conseil d'administration de la compagnie de chemin de fer du Shandong (de) depuis 1899. En général, von Hansemann montre un grand intérêt pour les aspirations coloniales de l'Allemagne. Il est fasciné par la Chine et collectionne la littérature sur le sujet. En 1901, il décrit la Chine comme le futur marché de l'Allemagne. En outre, von Hansemann fonde la Société allemande de commerce maritime (de), qui, avec Wilhelm Solf, a préparé l'acquisition des îles Samoa. En 1882, von Hansemann fonda le Consortium de Nouvelle-Guinée et en 1891 la Compagnie Astrolabe (de). Sous sa direction, Société Disconto participe à la compagnie minière du Shandong et à la Compagnie des mines et des chemins de fer d'Otavi (de) en Afrique du Sud-Ouest allemande ainsi qu'aux Chemins de fer roumains. La construction du chemin de fer du sud-ouest africain (de) et du chemin de fer central (de) de l'Afrique orientale allemande est possible grâce à des prêts de Société Disconto.
Toutes ces entreprises commerciales font d'Adolph von Hansemann l'un des hommes les plus riches d'Allemagne. Il vit dans sa villa à Berlin et son château de Dwasieden près de Sassnitz, dans l'île de Rügen, qu'il fait construire entre 1873 et 1877. De 1887 à 1896, il modernise à ses frais la ville de Sassnitz, notamment en construisant le port de pêche.

## Vie privée
Outre Dwasieden et sa villa berlinoise, deux bâtiments conçus par Friedrich Hitzig, von Hansemann possède le domaine de Lissa-Laube et le domaine de Pępowo. En acquérant sa vaste propriété, il veut d'une part investir sa fortune dans l'intérêt des générations futures, et d'autre part von Hansemann se sent obligé de mener une vie aristocratique après son élévation à la noblesse. Il le montre à travers ses nombreuses parties de chasse et ses conditions de vie très luxueuses à Dwasieden. La villa du quartier de Tiergarten à Berlin est décorée d'œuvres d'art et d'artisanat de valeur par le sculpteur Otto Lessing, qui crée la figure en marbre de Bacchante avec Cupidon pour la véranda de la villa.
Le mariage d'Adolph von Hansemann avec Ottilie von Kusserow (1840-1919), une fille du lieutenant-général Ferdinand von Kusserow (1792-1855), donne naissance à un fils (Ferdinand von Hansemann (de)) et une fille (Davide Eveline). Ottilie von Hansemann soutient le mouvement des femmes toute sa vie et met volontiers  à sa disposition des sommes plus importantes. Un dortoir de l'Université Humboldt de Berlin sur l'actuelle Otto-Suhr-Allee à Charlottenburg porte son nom.

## Mort
En octobre 1903, Adolph von Hansemann se rend dans ses domaines de Pempowo, d'où il revient bientôt car il ne se sent pas bien. Le soir du 8 décembre, il s'endort dans son bureau et, après s'être réveillé, demande à parler à sa secrétaire, depuis longtemps rentrée chez elle. Hansemann dit alors : « Eh bien, nous continuerons à travailler demain ». Ce furent ses derniers mots ; il meurt à son bureau.
Le 20 décembre, la société Disconto tient un service commémoratif en l'honneur du défunt. Le Président du Conseil de Surveillance, le Sous-secrétaire d'État Paul David Fischer (de) rend hommage à Adolph von Hansemann.
Adolph von Hansemann est enterré dans un mausolée conçu par Hermann Ende en 1902 dans un complexe funéraire créé par Friedrich Hitzig en 1874 dans le champ F, F-S-008 de l'ancien cimetière Saint-Matthieu de Berlin.
En Nouvelle-Guinée, une côte porte son nom, ainsi qu'un massif de montagnes (de).

## Source, notes et références
- (de) Cet article est partiellement ou en totalité issu de l’article de Wikipédia en allemand intitulé « Adolph von Hansemann » (voir la liste des auteurs).

1. ↑  (en) Holger H. Herwig, Germany's Vision of Empire in Venezuela, 1871-1914, Princeton University Press, 2014, 300 p. (ISBN 9781400858279, lire en ligne), p. 42
2. ↑  (en) Hermann Vorländer, Church in Motion : The History of the Evangelical Lutheran Mission in Bavaria, Pickwick Publications, 2018, 278 p. (ISBN 9781532614316, lire en ligne), p. 99
3. ↑  Yves Péhaut, Les plantations allemandes des Mers du Sud avant 1914, Centre de Recherche sur les Espaces Tropicaux de l'Université de Bordeaux III, 1990, 218 p. (ISBN 9782905081162, lire en ligne), p. 31
4. ↑  (de) « Sassnitz auf Rügen: Schloss Dwasieden weiter im Dornröschenschlaf », sur Ostsee-Zeitung, 2022 (consulté le 21 juin 2023)
5. ↑  (en) Despina Stratigakos, A Women's Berlin : Building the Modern City, University of Minnesota Press, 2008, 239 p. (ISBN 9780816653225, lire en ligne), p. 56